# Nguyễn Bá Nhiên
Nguyễn Bá Nhiên (sinh năm 1961) là Thiếu tướng Công an nhân dân Việt Nam. Ông nguyên là Giám đốc Công an tỉnh Bình Định .

## Tiểu sử
Nguyễn Bá Nhiên sinh năm 1961, quê quán Thôn Vinh ba, xã Hòa Đồng, huyện Tây Hòa, tỉnh Phú Yên.
Ông có trình độ thạc sĩ luật.
Từ ngày 11 tháng 3 năm 2016, Thiếu tướng Nguyễn Bá Nhiên, Giám đốc Công an tỉnh Phú Yên, được bổ nhiệm giữ chức vụ Giám đốc Công an tỉnh Bình Định.
Ngày 29 tháng 5 năm 2020, ông nhận quyết định nghỉ hưu trí. Thay thế ông giữ chức vụ Giám đốc Công an tỉnh Bình Định là Đại tá Võ Đức Nguyện, Phó Giám đốc Công an tỉnh Quảng Ngãi.